# Huayi Brothers
Huayi Brothers (華誼兄弟, Huayì Xiongdi Chuanmei Gufen Youxian Gongsi) est un groupe multinational chinois de divertissement, actif dans le cinéma, la télévision, la gestion de carrière artistique et la musique, fondée à Pékin par les frères Wang Zhongjun et Wang Zhonglei en 1994.
La compagnie fait parler d'elle au niveau mondial le 30 octobre 2009 lorsque de l'inauguration de la Bourse de Shenzhen ChiNext (en) lors de laquelle elle enregistre la plus forte hausse des titres, les cotations ayant débuté à 63,66 yuans, soit 122,74% au-dessus du prix d'introduction. Patrick Frater de Variety voit l'entreprise comme le « plus grand conglomérat privé du cinéma chinois ». En 2014, la société est le septième plus grand distributeur de films en Chine, avec 2,26% du marché.

## Histoire
La société est fondée en 1994 en tant que société de production de films. Elle investit de plus en plus dans l'industrie des médias jusqu'à produire des films, des émissions de télévision et de la musique. Elle exploite un studio de cinéma, une société de production télévisée, une agence artistique, une maison de disques et des salles de cinéma. En février 2011, Huayi Brothers révèle son intention de créer le plus grand complexe de studios de télévision et de cinéma en Extrême-Orient. En outre, la société annonce son objectif de récolter 10 milliards de yuans au box-office d'ici 2016. En avril 2015, l'entreprise valait 7,9 milliards US$.
En 2014, la société annonce avoir accepté d'investir jusqu'à 150 millions $ dans Studio 8, la société de production créée par l'ancien dirigeant de Warner Bros. Jeff Robinov, mais le conglomérat Fosun International, basé à Shanghai, signe ultérieurement à la place un accord d'investissement dans l'entreprise de Robinov. La même année, la société acquiert 79% du capital,,, de GDC Technology Limited, un fournisseur de solutions pour le cinéma numérique, qui était détenu par les fonds de capital-investissement Carlyle Group et Yunfeng Capital,,.

## Artistes
- Angelababy
- Duan Yihong
- Fei
- Feng Shaofeng
- Pace Wu (en)
- Li Bingbing
- Lu Ning
- He Zhuoyan (en)
- Zhao Liying
- Zhou Xun
- Yao Chen (en)
- Wang Luoyong (en)
- Vision Wei (en)

## Productions

### Séries TV
| Année | Titre                     | Titre chinois  | Épisodes |
| ----- | ------------------------- | -------------- | -------- |
| 2006  | Soldiers Sortie           | 士兵突击       | 28       |
| 2009  | My Chief and My Regiment  | 我的团长我的团 | 43       |
| 2009  | Dwelling Narrowness       | 蜗居           | 35       |
| 2010  | Legends of the message    | 风声传奇       | 30       |
| 2011  | Chasing ou Pursuit        | 追逃           | 30       |
| 2012  | Husband and Wife          | 夫妻那些事     | 34       |
| 2013  | The Heart Without Thieves | 无贼           | 48       |
| 2018  | Long time no see          | 好久不见       | 42       |

### Films
| Année | Titre                                           | Titre chinois    | Notes                                                                                |
| ----- | ----------------------------------------------- | ---------------- | ------------------------------------------------------------------------------------ |
| 2004  | A World Without Thieves                         | 天下无贼         |                                                                                      |
| 2004  | Crazy Kung-Fu                                   | 功夫             |                                                                                      |
| 2005  | Téléphone mobile                                | 手机             |                                                                                      |
| 2006  | L'Expert de Hong-Kong                           | 宝贝计划         |                                                                                      |
| 2007  | Héros de guerre                                 | 集结号           |                                                                                      |
| 2007  | Les Seigneurs de la guerre                      | 投名狀           |                                                                                      |
| 2008  | Le Royaume interdit                             | 功夫之王         |                                                                                      |
| 2008  | If You Are the One (en)                         | 非诚勿扰         |                                                                                      |
| 2009  | The Message (en)                                | 风声             |                                                                                      |
| 2009  | Look for a Star                                 | 游龙戏凤         |                                                                                      |
| 2009  | The Equation of Love and Death (en)             | 李米的猜想       |                                                                                      |
| 2009  | The Spring in The Winter                        |                  |                                                                                      |
| 2010  | Tremblement de terre à Tangshan                 | 唐山大地震       |                                                                                      |
| 2010  | Détective Dee : Le Mystère de la flamme fantôme | 狄仁杰之通天帝国 |                                                                                      |
| 2012  | LOVE (en)                                       | 爱               |                                                                                      |
| 2012  | Chinese Zodiac                                  | 十二生肖         |                                                                                      |
| 2012  | Tai Chi 0                                       | 太極：從零開始   |                                                                                      |
| 2012  | Painted Skin: The Resurrection                  | 画皮II           |                                                                                      |
| 2013  | Journey to the West: Conquering the Demons      | 西遊·降魔篇      |                                                                                      |
| 2013  | Mr. Go (en)                                     | 大明猩           |                                                                                      |
| 2013  | Personal Tailor (en)                            | 私人订制         |                                                                                      |
| 2013  | Détective Dee 2 : La Légende du Dragon des mers | 狄仁傑之神都龍王 |                                                                                      |
| 2014  | Women Who Flirt (en)                            | 撒娇女人最好命   |                                                                                      |
| 2015  | Lost and Love                                   | 失孤             |                                                                                      |
| 2015  | Only You (en)                                   | 命中注定         |                                                                                      |
| 2015  | Mojin: The Lost Legend                          | 鬼吹灯之寻龙诀   |                                                                                      |
| 2015  | Dragon Blade                                    | 天将雄师         |                                                                                      |
| 2015  | Mr. Six (en)                                    | 老炮儿           |                                                                                      |
| 2016  | The Boy                                         | 灵偶契约         |                                                                                      |
| 2016  | Warcraft                                        | 魔兽世界         |                                                                                      |
| 2016  | Free State of Jones                             | 烈火邊境         |                                                                                      |
| 2016  | The Wasted Times (en)                           | 罗曼蒂克消亡史   |                                                                                      |
| 2016  | Hardcore Henry                                  | 硬核大战         |                                                                                      |
| 2016  | The Edge of Seventeen                           | 成长边缘         |                                                                                      |
| 2016  | Rock Dog                                        | 摇滚藏獒         |                                                                                      |
| 2016  | Bad Moms                                        | 坏妈妈           |                                                                                      |
| 2017  | Un monde entre nous                             | 回到火星         |                                                                                      |
| 2017  | Revenge for Love (en)                           | 瘋岳撬佳人       | Distribution                                                                         |
| 2017  | The Foreigner                                   | 英伦对决         |                                                                                      |
| 2017  | Bad Moms 2                                      | 阿姐響叮噹       |                                                                                      |
| 2017  | Le Grand Jeu                                    | 茉莉牌局         |                                                                                      |
| 2018  | T.H.U.N.D.E.R. Agents                           |                  |                                                                                      |
| 2018  | 22 Miles                                        |                  |                                                                                      |
| 2018  | Peppermint                                      |                  |                                                                                      |
| 2018  | Carnage chez les Puppets                        |                  |                                                                                      |
| 2018  | Détective Dee 3 : La Légende des Rois célestes  |                  |                                                                                      |
| 2021  | Moonfall                                        |                  | réalisé par Roland Emmerich ; coproduction américaine avec Centropolis Entertainment |
| 2022  | Samouraï Academy                                |                  |                                                                                      |

## Agence artistique
Huayi Brothers gère la carrière de plus de 100 célébrités chinoises du cinéma, de la musique et de la télévision. Zhou Xun, Angelababy, Chen Kun, Zhao Wei et Shu Qi sont apparus dans des productions Huayi.